# NKナクロ
NKナクロ（NK Naklo）は、スロベニアのナクロをホームタウンとするサッカークラブである。

## 歴史
1936年に創設され、1年後の1937年にシュポルトニ・クルブ・スロヴァン (Športni klub Slovan) の最初の試合が行われた。
1952年にTVDパルチザン (TVD Partizan) に改称された。
1981年にスロベニアカップ決勝に進出したが、NKマリボルに敗れて準優勝に終わった。1984年にスロベニアリーグ2部の西地域に昇格して6シーズン所属、1989-90シーズンにスロベニアリーグ1部昇格を決め、最初の1990-91シーズンに8位の成績を残した。1990年秋にジヴィラ (Živila) がスポンサーに付いた。
スロベニア独立後の1991-92シーズンに1.SNLで6位、1992-93シーズンに4位、1993-94シーズンに8位の成績を残したが、1994-95シーズンは14位に終わり、降格プレーオフでNKプリモリェに2-2、0-1で敗れて降格した。1995-96シーズンは2.SNLで13位になり、またジヴィラがスポンサーを離れた。1996-97シーズン中に財政問題によりトリグラフ・クラーニと合併、クラーニのトリグラフ＝ナクロは2.SNLに参加して11位、ナクロのナクロ＝トリグラフは3.SNLに参加して8位の成績を残した。1997-98シーズンにクラーニのチームはトリグラフに改称して2.SNLに参加、ナクロのチームはNKナクロ (NK Naklo) に改称して3.SNLに参加した。